# Tony Sperandeo
Tony Sperandeo (n. 8 mai 1953, Palermo, Italia) este un actor italian de cinema și televiziune. Sperandeo este notabil prin interpretarea frecventă a personajelor dure din regiunea sa natală, Sicilia. Începând din 2004 a jucat în La Nuova Squadra, o dramă polițistă difuzată de Rai Tre, în rolul superintendentului de poliție Salvatore Sciacca.

## Cariera
S-a născut la Palermo, primind numele Gaetano Sperandeo.
Și-a început cariera de actor în 1983 cu un rol mic în filmul Kaos, regizat de frații Taviani. În 1985 a obținut un rol în filmul Pizza Connection, regizat de Damiano Damiani. A apărut, de asemenea, în patru sezoane ale popularului serial de televiziune Caracatița, care prezintă lupta împotriva Mafiei, și a avut un mic rol în filmul The Sicilian al lui Michael Cimino. A mai jucat în multe alte filme italiene, cele mai notabile fiind La scorta („Escorta”) a lui Ricky Tognazzi, Ragazzi fuori și Mery per sempre ale lui Marco Risi; acțiunea ultimelor două filme menționate are loc în orașul său natal, Palermo.
Începând din 2004 a apărut în mod regulat la televiziune în rolul superintendentului Salvatore Sciacca, mai întâi în drama polițistă La Squadra (2004-2007) și apoi în continuarea acesteia, La Nuova Squadra (2008-2009, 2011).
În 2001 Sperandeo a obținut premiul David di Donatello pentru cel mai bun actor în rol secundar pentru interpretarea rolului șefului mafiot Tano Badalamenti din filmul I cento passi, regizat de Marco Tullio Giordana, care prezintă povestea activistului antimafia Peppino Impastato.

## Viața personală
El a fost căsătorit cu actrița Rita Barbanera (1968-2001), cu care are doi copii, Tony și Priscilla. Sperandeo a cunoscut-o pe platourile de filmare a producției Mery per sempre, la care lucra în acel timp. Au jucat împreună într-un singur film, La discesa di Aclà a Floristella în 1992. Rita a fost în primul rând o actriță de teatru.
În 27 aprilie 2001 Rita Barbanera s-a sinucis, aruncându-se de la balconul casei lor din Palermo. Ea avea vârsta de 32 de ani.

## Filmografie

### Filme de cinema
- Kaos (1984)
- Pizza Connection (1985)
- The Repenter (1985)
- The Sicilian (1987)
- Mery per sempre (1989)
- Tre colonne in cronaca (1990)
- Briganti (1991)
- Il sole anche di notte (1990)
- Ragazzi fuori (1990)
- Caldo soffocante (1991)
- Il muro di gomma (1991)
- Una storia semplice (1991)
- Piedipatti (1991)
- Johnny Stecchino (1991)
- Uomo di rispetto (1992)
- Acla's Descent into Floristella (1992)
- Nel continente nero (1993)
- La scorta (1993)
- Quattro bravi ragazzi (1993)
- I Mitici - Colpo gobbo a Milano (1994)
- Miracolo italiano (1994)
- Segreto di stato (1995)
- Palermo - Milan One Way (1995)
- The Star Maker (1995)
- Vesna va veloce (1996)
- Altri uomini (1997)
- Volare! (1997)
- Una sola debole voce (1998)
- The Room of the Scirocco (1998)
- Excellent Cadavers (1999)
- Un giudice di rispetto (2000)
- Arresti domiciliari (2000)
- L'uomo della fortuna (2000)
- One Hundred Steps (2000)
- Il testimone (2001)
- E adesso sesso (2001)
- Tra due mondi (2001)
- Il latitante (2003)
- Miracle in Palermo! (2003)
- Eccezziunale... Veramente - Capitolo secondo... me (2006)
- Il 7 e l'8 (2006)
- Una moglie bellissima (2007)
- L'uomo di vetro (2007)
- Prigionero di un segreto (2008)
- Baaria (2009)

### Filme de televiziune
- La piovra 2 (1985, miniserial)
- Felipe ha gli occhi azzurri (1991)
- La piovra 6 - L ' ultimo segreto (1992, miniserial)
- Un che punto è la notte (1995)
- Non parla più (1995)
- La piovra 8 - Lo scandalo (1997, miniserial)
- Mia Padre e Inocent (1997)
- La piovra 9 - Il patto (1998, miniserial)
- Cronaca di un ricatto (1999)
- Don Matteo (prima serie, episodul „Stato di Ebbrezza”, 1999)
- Bine secolo (1999)
- Am'attentatuni (2001)
- Distretto di Polizia (2001, serial)
- Il sequestro Soffrantini (2002)
- Soldati di pace (2003)
- Blindati (2003)
- Ultimo - L'infiltrato (2003)
- La Squadra (2004-2007)
- La nuova Squadra (2008-2009, 2011)
- Il sangue dei vinti (2009, miniserial)

## Legături externe
- Tony Sperandeo la Internet Movie Database